# أناتول أبراغام
أناتول أبراغام (بالفرنسية: Anatole Abragam) (مواليد 15 ديسمبر 1914 في داوغافبيلس، غوبرنيه كورلندا، الإمبراطورية الروسية - الوفاة 8 يونيو 2011)، هو فيزيائي فرنسي ألف كتاب مبادئ المغناطيسية النووية، وله إسهامات كبيرة في مجال الرنين المغناطيسي النووي، وكان قد هاجر رفقة عائلته من مسقط رأسه بالإمبراطورية الروسية إلى فرنسا في 1925.
وبعد أن تلقى تعليمه في جامعة باريس (1933-1936)، راح يخدم في الحرب العالمية الثانية. وبعدها، استأنف دراسته في المدرسة العليا للكهرباء، ومن ثم حصل على الدكتوراة من جامعة أوكسفورد في 1950 تحت إشراف موريس برايس. وفي 1976، أصبح زميلا فخريا في كل من كليات ميرتون، مغدلين، وجيسس التابعة لجامعة أوكسفورد.
ومن 1960 إلى 1985، عمل كأستاذ في كوليج دو فرانس. وقد حاز على ميدالية لورنتز في 1982. وكان قد انتخب عضوا شرفيا بالأكاديمية الأمريكية للفنون والعلوم سنة 1974.